# Odomantészek
Odomantészek, ókori trákiai nép Makedónia északkeleti részében az Orbelus hegységnél, a Stryon és a Nestus folyó között. Hérodotosz és Thuküdidész tudósít róluk.